# Fahrendes Volk (Film)
Fahrendes Volk ist ein deutsch-französisches Filmdrama aus dem Zirkusmilieu von 1938. Unter der Regie von Jacques Feyder spielen Hans Albers und Françoise Rosay die Hauptrollen.

## Handlung
Der Zirkus Barlay ist ein Wanderunternehmen und reist von Stadt zu Stadt. Eines Tages springt ein Mann auf einen der Wagen und versteckt sich dort. Es handelt sich um Fernand, der aus dem Gefängnis ausgebrochen ist. Der alternde Gaukler sucht Unterschlupf bei seiner ehemaligen Frau Flora, die in dem Unternehmen als Raubtierdompteurin arbeitet. Beide haben einen gemeinsamen Sohn, Marcel. Er ist ebenfalls bei Barlay angestellt und verdient sich seinen Lebensunterhalt als einer von mehreren Kunstreitern. Marcel weiß nicht, dass Fernand sein Vater ist. Flora ist alles andere als begeistert, als Fernand plötzlich aus dem Nichts auftaucht, sie hat sich längst ihr Leben mit dem erwachsenen Marcel im kleinen Zirkus eingerichtet.
Eines Tages taucht die Polizei auf, auf der Suche nach Fernand, den sie hier zu Recht vermutet. Aus alter Verbundenheit heraus versteckt Flora Fernand. Dafür muss er ihr versprechen, Marcel nichts davon zu verraten, dass er sein Vater ist. Der Zirkusdirektor stellt Fernand schließlich als Hilfsarbeiter ein. In der Zwischenzeit hat sich Marcel in Yvonne verliebt, die Tochter des Direktors, die wie er in der Manege als Kunstreiter(in) auftritt. In Direktor Barlays Augen ist Marcel jedoch alles andere als eine gute Partie, und so schickt er seine Tochter erst einmal nach Italien, in der Hoffnung: aus den Augen, aus dem Sinn. Da Barlay Marcel überdies den Floh ins Ohr gesetzt hat, dass Yvonne seine Gefühle nicht mehr erwidere, geht der enttäuschte junge Mann mit einer anderen Kollegin, der Kunstreiterin Pepita, nach Paris und lässt damit Zirkus, Mutter und den unbekannten Vater, der ihn gerade noch vor einer großen Dummheit bewahren kann, hinter sich.
Fernand wird indes von seiner eigenen, finsteren Vergangenheit eingeholt. Einige Kleingauner, Bekannte von früher, nötigen ihn dazu, bei einem Diebstahl im Zirkus zu helfen. Inmitten einer Vorstellung soll er dafür sorgen, dass das Licht ausfällt, damit die Kumpane von einst ihren Beutezug durchführen können. Durch eine Programmänderung sind jedoch zu diesem Zeitpunkt nicht die ursprünglich vorgesehenen japanischen Artisten am Start, sondern ausgerechnet Flora mit ihrer nicht ganz ungefährlichen Tiger-Nummer. Die Tiere reagieren angesichts der schlagartig eintretenden Dunkelheit irritiert und werden aggressiv. Ein Tier greift sie an und Flora wird – wenngleich nur leicht – verletzt.
Eines Tages kehrt Yvonne aus Italien heim. Sie ist schwanger. Das Kind ist von Marcel, der davon nichts weiß. Flora will der jungen Frau helfen und verhindern, dass ihr Vater fuchsteufelswild wird, und versteckt Yvonne daraufhin bei sich. Fernand erkennt, dass er endlich sein Leben in den Griff bekommen muss, und will begangene Fehler wiedergutmachen. Immerhin trägt er Mitschuld daran, dass der Tiger seine alternde Geliebte angefallen hatte. Und so beschließt er, seinen Sohn aufzusuchen und ihn zur Rückkehr zum Zirkus Barlay zu bewegen. Er macht Marcel klar, dass Yvonne ihn immer geliebt habe und noch liebt. Die eifersüchtige und temperamentvolle Pepita ist über diese Entwicklung sauer und informiert die Polizei von Fernands Anwesenheit. Als ihn die Polizei während der letzten Zirkusvorstellung stellen will, flieht Fernand erneut, klettert über die Dächer und wird dabei erschossen. Marcel und Yvonne, die soeben einen Jungen zur Welt gebracht hat, kommen schließlich zusammen und erhalten überdies den Segen ihres Vaters, des Zirkusdirektors.

## Produktionsnotizen
Der Film entstand in den Ateliers der Bavaria Film von München-Geiselgasteig in zwei Versionen: der deutschen und der französischen unter dem Titel Les gens du voyage. Drehbeginn war der 13. September 1937. Die Uraufführung fand am 1. Juli 1938 in Hamburg statt. In Berlin wurde Fahrendes Volk erstmals am 18. Juli 1938 im Ufa-Palast am Zoo gezeigt. Bis 1940 wurde Fahrendes Volk unter anderem noch in den Niederlanden, in Portugal, Ungarn und Japan gezeigt. Die französische Fassung lief bereits am 4. März 1938 in Paris an und wurde bis Kriegsende 1945 auch noch in Dänemark und Finnland gezeigt.
Die Hauptdarstellerin Françoise Rosay, Ehefrau des belgischen Regisseurs Feyder, spielte als einzige der Mitwirkenden in beiden Fassungen mit, da sie perfekt Französisch und sehr gut Deutsch sprach.
Die Filmbauten stammen von Fritz Maurischat, Jean d’Eaubonne und Heinrich Weidemann, die Kostüme von Maria Pommer-Pehl und Georges K. Benda. Robert Leistenschneider war Produktionsleiter.
Fahrendes Volk war einer der ganz wenigen Inszenierungen eines ausländischen Regisseurs aus einer westlichen Demokratie in Adolf Hitlers Deutschland. Die Genehmigung für eine Arbeitserlaubnis im „Dritten Reich“ erhielt Feyder, der bereits 1935 mit Die klugen Frauen eine deutsch-französische Produktion in zwei Versionen (und ebenfalls mit seiner Gattin Rosay) inszeniert hatte und seitdem in Frankreich inaktiv blieb, deshalb, weil er in Deutschland wegen offen antisemitischer Äußerungen wohlgelitten war.
Die Zirkusunternehmen Barley, Hagenbeck und Krone stellten für die Dreharbeiten einige ihrer Tiere sowie zirkuseigene Gerätschaften zur Verfügung.
Fahrendes Volk wurde 1938 auf der Biennale als einer von mehreren deutschen Beiträgen gezeigt und erhielt eine Medaille für die künstlerische Gesamtgestaltung. Da Frankreich mit Beginn des Zweiten Weltkriegs Feindesland geworden war, wurde der Film auf den Index gesetzt und seit September 1939 nicht mehr in deutschen Kinos gezeigt.

## Kritiken
Reclams Filmführer schrieb: „Feyder hat die Welt der Artisten in vielen Details einfühlsam und realistisch geschildert. Doch letzten Endes scheiterte er an einem Drehbuch, das allzu sentimental und zu melodramatisch war.“
Das Lexikon des Internationalen Films nannte Fahrendes Volk einen „mittelmäßige[n] Film“.
Das große Personenlexikon des Films bezeichnete Fahrendes Volk als einen Film mit „tragischen Untertönen“.